# De rovell i d'os
De rovell i d'os (títol original en francès: De rouille et d'os) és una pel·lícula dramàtica amb una història d'amor com a tema central. El seu to és més seriós i realista (arriba a ser tràgic) que el de les anomenades “comèdies romàntiques”. És el sisè llargmetratge del realitzador francès Jacques Audiard, dirigit l'any 2012 amb guió del mateix director. Entre els seus majors èxits podem destacar la convencional Llegeix-me els llavis (2001), l'estupenda De tant bategar se m'ha parat el cor (2005), remake de l'estatunidenca Fingers, dirigida el 1978 per James Toback, i Un profeta (2009) la seva obra mestra.Thomas Bidegain és un altre dels guionistes i mà dreta del director. La història es basa en la novel·la del canadenc Craig Davidson, i la pel·lícula és protagonitzada per la francesa Marion Cotillard i el belga Matthias Schoenaerts, amb Céline Sallette, Bouli Lanners, Alex Martin, Corinne Masiero i Tibo Vandenborre entre la resta del repartiment. "De rouille et d´us" va competir per la Palma d'Or en el Festival de Cinema de Cannes de 2012, rebent crítiques positives i una ovació de deu minuts al final de la seva projecció. També va ser candidata a un Screen Actors Guild Award, dos Globus d'Or, dos premis BAFTA i nou Premis César, dels quals va guanyar quatre. Amb música de Alexandre Desplat i fotografia de Stéphane Fontaine, la pel·lícula té una durada de 122 minuts i és una coproducció franc-belga (France 2 Cinéma / Les Films du Fleuve). Ha estat doblada al català.

## Argument
Ali (Matthias Schoenaerts) ha de fer-se càrrec del seu fill Sam de cinc anys, al qual a penes coneix, just ara que es troba travessant per un dels pitjors moments de la seva vida. Sense habitatge propi, ni amics, ni recursos econòmics, aviat es veurà obligat a sol·licitar l'ajuda de la seva germana que sense dubtar-ho, acabarà condicionant el garatge de la seva casa per a ells.
La nova llar sembla més que suficient per a les seves pretensions, però els problemes d'Ali no desapareixeran de la nit al dia. El seu estil de vida, sempre en el límit de l'exclusió social. Trobant un treball temporal com a guardaespatlles en una discoteca el portarà a involucrar-se en una baralla. No obstant això gràcies a aquest incident coneixerà a Stéphanie (Marion Cotillard), que treballa com a entrenadora d'orques en un parc aquàtic Marineland (Antíbol). Encara que els seus mons semblen molt diferents, ell és una persona desarrelada i marginal, mentre que ella és una dona bella que gaudeix d'un cert reconeixement social, Ali es mostra disposat a aprofundir la seva relació i li lliura el seu número telefònic.
En el transcurs d'un espectacle, Stéphanie sofreix un aparatós accident en el qual perdrà totes dues cames a l'altura dels genolls. Obligada a aprendre a caminar amb pròtesi, la seva vida s'enfonsa i amb prou feines aconseguirà superar el caos i la depressió, que implicarà les dures limitacions físiques de la seva nova condició. Quan es produeix el retrobament entre Ali i Stéphanie després d'una crida nocturna, ella apareixerà confinada en una cadira de rodes i sense avenir, mentre que ell, es mostra molt més segur que quan es van conèixer, ara que ha superat els seus problemes d'adaptació. Serà precisament aquesta nova força interior, la que porti Ali a capitanejar el procés de recuperació de Stéphanie, sense la menor ombra de compassió o llàstima pel seu actual estat.

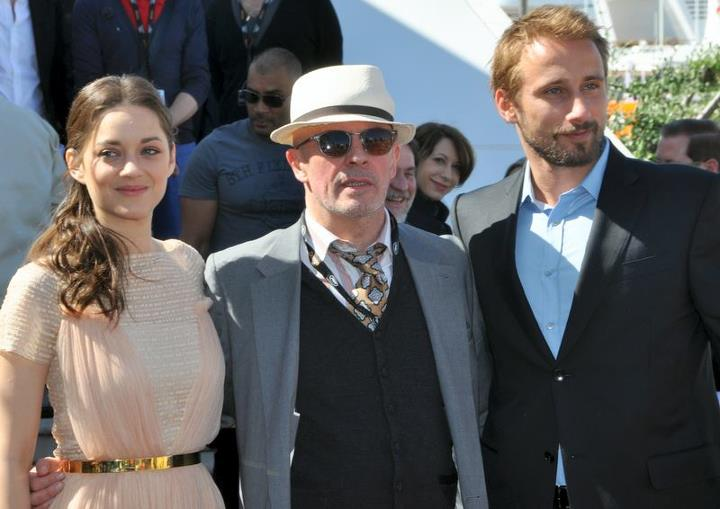
De rouille et d'os Cannes 2012

## Repartiment

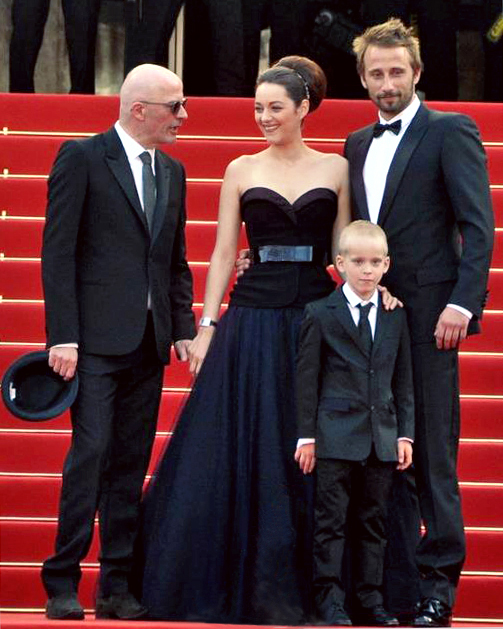
De rouille et d'os 2

- Marion Cotillard, com Stéphanie.
- Matthias Schoenaerts, com Ali.
- Armand Verdure, com Sam.
- Corinne Masiero, com Anna.
- Céline Sallette, com Louise.
- Bouli Lanners, com Martial.
- Mourad Frarema, com Foued.
- Jean-Michel Correia, com Richard.
- Yannick Choirat, com Simón.

## Producció
La pel·lícula va ser produïda per Why Not Productions per uns € 15,4 milions, i coproduïda per France 2 Cinéma i la companyia belga Les Films du Fleuve. El rodatge va començar el 4 d'octubre de 2011 i va durar vuit setmanes. Els llocs d'enregistrament van ser Antíbol, Canes, Bèlgica, París, el nord de França i Brussel·les. Marion Cotillard va haver de rebre classes de natació i va passar una setmana en Marineland per a aprendre a dirigir balenes. L'actriu ens va explicar que l'equip va estar secundant-la i ajudant-la quan va haver de treballar sobre la discapacitat que interpretava.

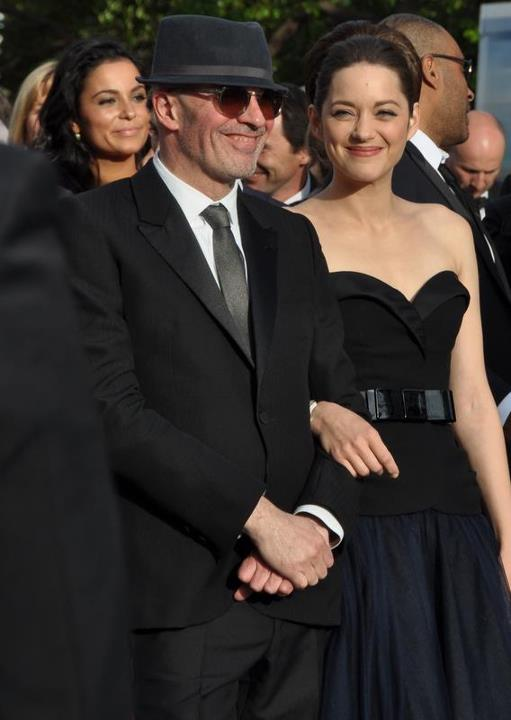
Jacques Audiard Marion Cotillard Cannes 2012

## Banda sonora
La B.S.O De rovell i d'os està composta principalment pel compositor de cinema francès Alexandre Desplat, encara que també està composta per altres cançons de diferents artistes, com per exemple Bon Iver, John Cooper Clark, The B-52's, etc.
Las canciones que forman esta banda sonora son:
Wash & The Wolves [Act I and II] de Bon Iver, Reckless [With Your Love - Tiga Remix] d'Azari / III, Evidently Chickentown de John Cooper Clarke, Love Shack de The B-52's, I Follow Rivers [The Magician Remix] de Lykke Li, With You [feat. Alexis Taylor] de Carte Blanche, Firework de Katy Perry, Sexy Phone Girls' Fantasies de White & Spirit, Firewater de Django Django, All the Days I've Missed You [Ilaij I] de Colin Stetson, De rouille et d'os, Le lac, Le train, La plage, Marineland, 1.er combat, L'hôpital, Stéphanie, Les Paris, L'orque, 2ème combat, Sam, La loi du supermarché, Le combatant, Stéphanie et Sam, Naissance de l'amour, Ali i Undercurrent d'Alexandre Desplat.
La cançó que s'escolta de fons en el tràiler de la pel·lícula, també ha de ser considerada com a part de la banda sonora de la pel·lícula, perquè ens fa commoure'ns i decidir triar veure aquesta entre moltes altres anunciades en les nostres cartelleres. Es tracta d'una cançó pertanyent al famós grup de música electrònica francès M83, procedent de Antíbol lloc d'enregistrament de la pel·lícula, anomenada “My tears are becoming a sea”. La cançó ens parla de l'amor que existeix entre dues persones, comparant-les amb planetes i estrelles que necessiten acostar-se per força d'un poder sobrenatural.

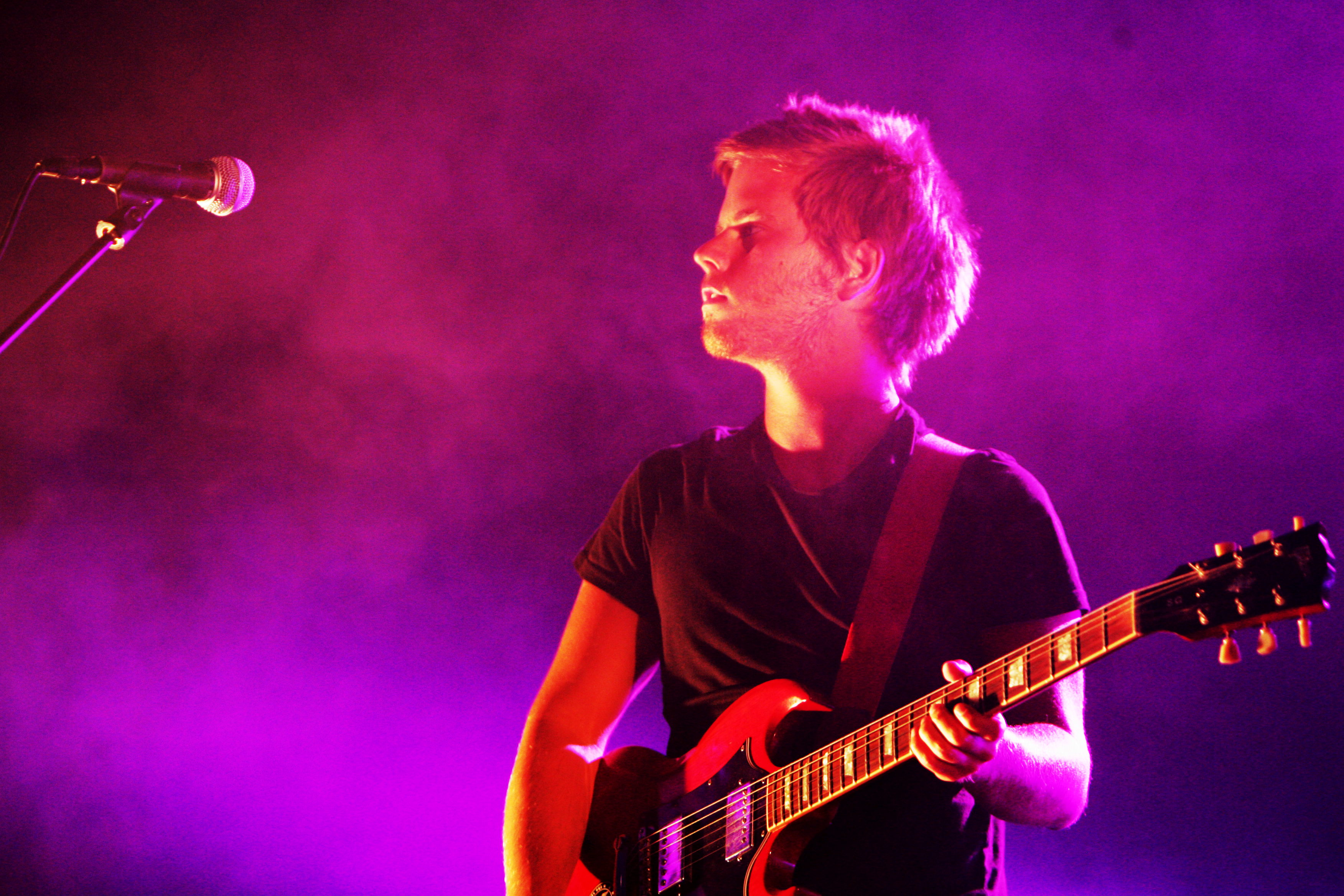
M83 mp3h1819

## Premis i reconeixements
La pel·lícula ha estat candidata nou vegades als Premis César del cinema francès, En la categoria de millor Pel·lícula en la qual disputa amb Les Adieux à la Reine, Amour, Camille Redouble, Dans la Maison, Holy Motors, Le Prénom i Rust and Bone.

Com a millor Director entre Jacques Audiard, Stéphane Brizé (Quelques Heures de Printemps), Leos Carax (Holy Motors), Michael Haneke (Amour), Benoît Jacquot (Les Adieux à la Reine), Noémie Lvovsky (Camille Redouble) o François Ozon (A la casa).

I en la categoria de millor Actriu foren candidates Marion Cotillard, Catherine Frot (Les Saveurs du Palais), Noémie Lvovsky (Camille Redouble), Corinne Masiero (Louise Wimmer), Emmanuelle Riva (Amour), Léa Seydoux (Les Adieux à la Reine) i Hélène Vincent (Quelques Heures de Printemps).
De rovell i d'os sí que ha aconseguit el guardó a millor actor revelació per Matthias Schoenaerts. A més també va guanyar el premi al millor guió adaptat i a la millor banda sonora, composta per Alexandre Desplat.

Candidata també com a millor fotografia Stéphane Fontaine. A la millor edició Juliette Welfling

Candidata com a millor actriu internacional per la Candidata com a Acadèmia australiana de cinema i televisió (AACTA).

La 56a edició del Festival de Cinema de Londres, organitzada pel British Film Institute, ha escollit com a millor pel·lícula De rovell i d'os, de Jacques Audiard.

Els Premis de l'Acadèmia Britànica de Cinema i televisió britànica (BAFTA Film Awards) són l'equivalent britànic dels Oscars i que tenen com a objectiu premiar anualment el millor del cinema que s'ha estrenat dins de les fronteres del Regne Unit. Van ser creats en 1948 per l'Acadèmia Britànica de Cinema i Televisió, finalment aquests premis s'han convertit en un dels premis més importants del cinema a nivell mundial i en una exposició de la indústria cinematogràfica britànica.
Candidata en 2013 com a millor pel·lícula estrangera juntament amb Amour (Àustria), Headhunters (Noruega), The Hunt (Dinamarca), Untouchable (França). Així com, també va ser candidata a millor actriu principal a Marion Cotillard.

Candidata per Broadcast Film Critics Association millor actriu (Marion Cotillard) i millor pel·lícula de parla estrangera.
Atorgat també el premi com a millor pel·lícula al Cabourg Romantic Film Festival.
Les candidatures als globus d'or 2013, van ser com a millor actriu dramàtica (Marion Cotillard): competint amb Rachel Weisz per The Deep Blue Sea, Helen Mirren per Hitchcock", Naomi Watts per The Impossible, i Jessica Chastain per Zero Dark Thirty
Com a millor pel·lícula estrangera juntament amb Amour, The Intouchables, Kon-Tiki, A Royal Affair.

Candidata a la Palma d'Or al 65è Festival Internacional de Cinema de Canes com millor pel·lícula estrangera Jacques Audiard.

Guanyadora del premi com a millor edició de so per Golden Reel Awards.
Candidata als premis Goya o Premis Anuals de l'Acadèmia, és a dir, aquells guardons atorgats de manera anual per la Acadèmia de les Arts i les Ciències Cinematogràfiques d'Espanya, amb la finalitat de premiar als millors professionals del món de les arts. Va ser candidata com a millor pel·lícula europea. Atorgat aquest premi a la pel·lícula Intocable, de Eric Toledano i Olivier Nakache (França).

Premiada també en el Festival de Hollywood com a millor actriu de l'any (Marion Cotillard).

Per la Houston Film Critics Society ha estat candidata com a millor pel·lícula de llengua estrangera. Candidata també com a millor pel·lícula internacional als Independent Spirit Awards. I als Technical Achievement Award en la categoria de pel·lícula de l'any en llengua estrangera i premi a l'assoliment tècnic.

Als Magritte Awards ha estat candidata com a millor actor (Matthias Schoenaerts) i millor co-producció estrangera. Rebent el premi com a millor actor de repartiment (Bouli Lanners). Així com als Screen Actors Guild Awards ha estat candidata Marion Cotillard com a millor interpretació en un paper protagonista. Als Telluride Film Festival, ha estat guanyadora del Silver Medaillon (Marion Cotillard). Guanyadora en el Festival de cinema Internacional de Valladolid, de tres premis: com a millor actor (Matthias Schoenaerts), com a millor director (Jacques Audiard) i millor guió. En els premis atorgats per Washington D. C. Àrea Film Critics Association Awards, ha estat candidata com a millor actriu (Marion Cotillard) i com a millor pel·lícula estrangera. Als World Soundtrack Awards, ha estat candidata com a banda sonora de l'any al seu compositor Alexandre Desplat.

## Crítiques
La pel·lícula que va ser projectada al 65è Festival Internacional de Cinema de Canes, va rebre reaccions crítiques en principi molt positives.
- Hitfix a definir el treball de Cotillard "increïble, ple de matisos i real".
- Peter Debruge (Variety) la defineix com: "Una tendra encara que fortament desromantizada història d'amor (...) 'Rust and Bone' presenta un impressionant, encara que una miqueta pretensiós, exercici de contrastos”.
- Per a Carlos Boyero (El País): "No és una obra mestra, però la segueixes amb atenció i desassossec, mai saps el que ocorrerà, deixa cert pòsit."
- Per a E. Rodríguez Marchante (Diari ABC): "Està filmada aquesta terrible i tendra història molt des de dins, (...) sense mostrar ni buscar compassions. (...) el treball de la parella protagonista, Marion Cotillard i Matthias Schoenaerts, està molt pròxim en gran."
- Nando Salvá (El Periódico): Una pel·lícula complexa, densa i gairebé sempre absorbent (...) "De tant bategar se m'ha parat el cor' o 'Un profeta' impressionaven, avassallaven. Aquesta última, a més, commou profundament."
- Andrés G. Bermejo (Cinemanía): "Una història d'amor sense romanç que emociona gradualment (...) es queda agarrada al pensament encara després d'abandonar la sala de cinema. (...)

Amb una crítica neutra destaquen les realitzades per:
- Kyle Smith (New York Post) "Si contractessis a Albert Camus per a escriure 'Rocky' podria sortir alguna cosa com 'De rovell i d'os', un esforç cinquena essencialment francès per a combinar pugilisme i sentimentalisme (...).
- Luis Martínez (El Mundo) "La primera hora de la pel·lícula resulta senzillament magnètica (...) Llàstima que Audiard no s'atreveixi a la temptació del precipici i prefereixi abans la seguretat d'un desenllaç massa estrany, còmode, potser maldestre”.

I entre les crítiques negatives destaquen les realitzades per:
- Sergi Sánchez (La Razón) "La primera part és impecable (...) naufraga en la seva segona meitat (...) Audiard es deixa portar per les estratègies del melodrama barat. (...) en els seus pitjors moments s'acosta a la poètica d'un Iñárritu en baixa forma”.
- Manuel Yáñez Murillo (Fotogramas) "Un tour de force dramàtic telegrafiat a cop de clixé. (...) més enllà de la seva acadèmica factura, la pel·lícula acaba perduda entre un romanticisme tosc i un inquietant moralisme (de culpes i redempcions), que creix a mesura que avança l'acció i que remet als universos d'Alejandro González Iñárritu i Paul Haggis".[cal citació]

## Format domèstic
La pel·lícula va sortir a la venda el 15 de maig de 2013 tant en DVD com en Blu-ray Disc amb un apartat amb extres sobre la pel·lícula.